# Carmarthenshire
Carmarthenshire (/kərˈmɑːrðənʃər, -ʃɪər/ (del galés: Sir Gaerfyrddin) [siːr gɑːɨrˈvərðɪn]) es una autoridad unitaria situada en Gales (Reino Unido), en la zona occidental de Gran Bretaña. Fue asimismo uno de los trece condados históricos de Gales.
Limita al norte con el condado de Ceredigion, al oriente con Powys, al occidente con Pembrokeshire y al suroriente con Neath Port Talbot y Swansea. Al sur está bañado por el Mar Celta.
Dentro de sus sitios de interés se encuentra el Castillo de Dinefwr y el Jardín Botánico Nacional del País de Gales, el primero en ser inaugurado en el siglo XXI.

## Localidades de Carmarthenshire
- Abergwili
- Ammanford
- Brynamman
- Burry Port
- Carmarthen
- Carway
- Cwmann
- Ferryside
- Ffairfach
- Glanaman
- Kidwelly
- Laugharne
- Llandeilo
- Llandovery
- Llandybie
- Llanelli
- Llangadog
- Llangennech
- Llannon
- Llanybyther
- Meidrim
- Nantgaredig
- Newcastle Emlyn
- Pembrey
- Pencader
- Penybanc
- Pen-y-groes
- Pont Henri
- Pontyates
- Pontyberem
- Pwll
- Pwll-trap
- Saron
- St Clears
- Trimsaran
- Tumble
- Tycroes
- Waungilwen
- Whitland[3]